# Vaidas Čepukaitis
Vaidas Čepukaitis (Alytus, 16 maggio 1989) è un cestista lituano.